# 黄华 (羽毛球运动员)
黄华（1969年11月16日—），广西河池人，中国前女子羽毛球运动员，曾奪得1992年夏季奧林匹克運動會羽毛球女子單打比賽銅牌，現已退役。

## 簡歷
1984年，15歲的黄华入選中国国家羽毛球队，跟隨教練陈玉娘。1987年，她贏得六运会羽毛球比賽女单季軍。
1989年，黄华參加雅加達舉行的世界羽毛球錦標賽女單賽事，首次參賽便已能晉身決賽，惜最终敗給隊友、當時的世界冠軍李玲蔚，僅得亞軍。
1990年，由於李玲蔚和韩爱萍等大將相繼從退役，黄华在國家隊的角色亦越見重要，更是中國隊連奪優霸盃及亞運女團金牌的主力成員。此外，黄华亦在多個公開賽和錦標賽取得優異成績，其中，在1991年澳門舉行的羽毛球世界杯，她便連勝印尼的王莲香和薩爾文達·庫蘇馬瓦德哈尼，贏得個人首個世界冠軍。
1992年，黄华先助國家隊成功衛冕優霸盃，其後又代表國家出戰巴塞罗那奧運會的羽毛球女單比賽，最後奪得一面銅牌。由於恩师陈玉娘辭去教練職務，年僅24歲黄华便在七运会後宣佈退役。

## 個人生活
退役後，黄华移居印尼跟從事布料家族生意的丈夫张志融生活，後曾随丈夫到美国圣地亚哥短暫留学。
黄华與丈夫育有三個兒子，大儿子在1996年出生，两个小儿子則是双胞胎，在2000年出生。現居於印尼中爪哇省克拉登。